# Resolució 258 del Consell de Seguretat de les Nacions Unides
La Resolució 258 del Consell de Seguretat de les Nacions Unides, aprovada el 18 de setembre de 1968, preocupat per la creixent inestabilitat a l'Orient Mitjà, el Consell va exigir que el cessament del foc que van ordenar fos rigorosament respectat, va reafirmar Resolució 242 i va instar a totes les parts a estendre la seva plena cooperació al Representant Especial del Secretari General.
La resolució es va aprovar amb 14 vots contra cap; Algèria es va abstenir.